# 송형수
송형수 (1980년 7월 7일 ~ )는 대한민국의 배우이다.

## 출연작

### 드라마
- 2014년 MBC 월화 특별기획 《야경꾼 일지》 ... 이린의 몸종 역
- 2014년 OCN 토요드라마 《나쁜 녀석들》 ... 미래통신 사장 역
- 2015년 tvN 금토드라마 《하트 투 하트》

### 영화
- 2017년 《더 킹》 ... 우철희 역
- 2017년 《포크레인》 ... 철판공장 직원 1 역
- 2017년 《남한산성》 ... 전령무관 역
- 2018년 《마녀》... 의사 역
- 2018년 《해피 투게더》... 김 경장 역
- 2019년 《말모이》... 류완택 비서 역
- 2020년 《도굴》 ... 김 비서 역